# NGC 471
NGC 471 је лентикуларна галаксија у сазвежђу Рибе која се налази на NGC листи објеката дубоког неба.
Деклинација објекта је + 14° 47' 9" а ректасцензија 1h 19m 59,6s. Привидна величина (магнитуда) објекта NGC 471 износи 13,2 а фотографска магнитуда 14,2. NGC 471 је још познат и под ознакама UGC 861, MCG 2-4-24, CGCG 436-29, IRAS 01173+1431, PGC 4793.